# 白斯拉蒂納市鎮

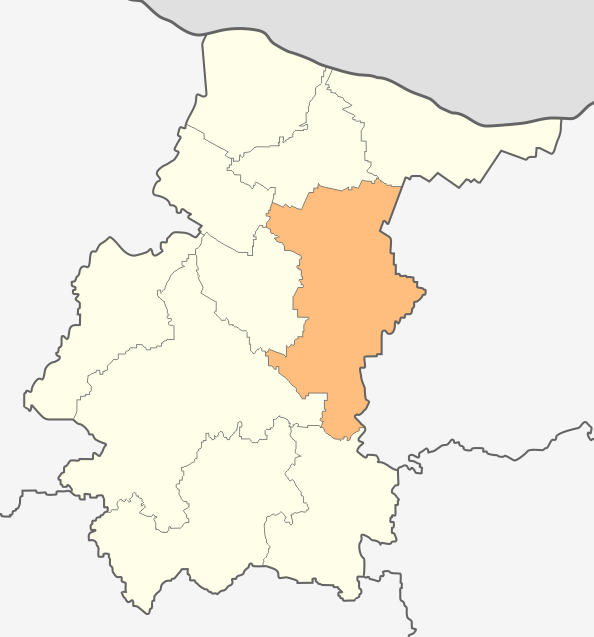

白斯拉蒂納市，是保加利亞的城鎮，位於該國西北部，由弗拉察州負責管轄，首府設於白斯拉蒂納，面積545.51平方公里，2011年人口24,606，人口密度每平方公里45.11人。
43°28′01″N 23°55′59″E / 43.4670°N 23.9330°E